# Посредник (фильм, 1990)
«Посре́дник» — советский фантастический телефильм 1990 года по мотивам повести Александра Мирера «Главный полдень». Сам Мирер критиковал режиссёра Владимира Потапова за то, что картина построена вопреки логике текста, однако свою фамилию с титров не снял.
Фильм снят в подчёркнуто серо-коричневых, мрачных тонах (сепия).
Под некоторыми фантастическими деталями зритель может угадать реальные социальные явления.

## Сюжет
В лесу недалеко от небольшого провинциального городка повисает чёрная сфера, явно инопланетного происхождения. Сфера способна внедрять в человека разум инопланетного существа, при этом внешне человек не изменяется, не изменяется и его язык и манера двигаться, сохраняются также воспоминания — на планету Земля осуществляется вторжение инопланетян. Люди с имплантированным разумом всегда действуют рационально, они никогда не улыбаются. У них есть абсолютное оружие — «посредник», после «выстрела» которого любой землянин станет «своим» и произнесёт ключевую фразу — пароль новообращённого: «Здесь красивая местность».
«Посредник» — высокотехнологичное устройство инопланетян. Позволяет подсаживать в тела землян «мыслящих» — копию сознания одного из захватчиков. Сознание землянина при этом полностью подавляется, но воспоминания и технические навыки продолжают оставаться доступными для инопланетянина. Прежние привычки носителей полностью контролируются инопланетянином и вредные из них, к примеру курение, сознательно подавляются. «Посредник» используется также для мобильной связи.
Но есть у инопланетян и слабости. Первая — на Земле «посредник» действует только в ⅔ случаев. Не подчиняются «посреднику» гении, сумасшедшие и дети до 15 лет. Не подчиняются и те, кто никогда не умел подчиняться. Завоеватели спокойно говорят об этом: «Мы десант, дело не наше, придут спецы, разберутся и получат лучшие тела». Вторая — во время первой высадки захватчики вынуждены (кроме связи через «посредник») полностью полагаться на техническую инфраструктуру Земли. Всё — от автоматов до связи с эскадрой на орбите через местный радиотелескоп — продукты земных технологий. Третья — захватчики боятся физического уничтожения. В особенности выстрелов в голову: «Всё остальное легко регенерируется». Боятся намного больше, чем люди, так как живут уже несколько сотен лет и «привыкли» не умирать при получении довольно тяжёлых ранений.
Но сопротивление возникло — те самые подростки, которых не принимают во внимание, смогли с помощью оставшихся в сознании взрослых захватить один из «посредников» и вернуть в сознание инженера с радиотелескопа, который был для захватчиков важнейшей целью. Инженер передаёт подростку важнейшую информацию — чтобы вторжение прекратилось, надо обесточить радиотелескоп. «Но если увидишь меня снова — беги, как можно дальше, так как я знаю о тебе всё…»
Информация о вторжении просочилась за пределы посёлка. Инопланетяне пытаются выставить врача, сообщившую о вторжении, сумасшедшей, используя заместителя председателя исполкома, но это не помогает.
Военные блокируют местность и ставят захватчикам ультиматум. Прибывших для переговоров военных инопланетяне делают носителями, в ответ пара вертолётов Ми-24 наносит показательный ракетный удар, демонстрируя превосходство в огневой мощи. Инопланетянин в теле полковника приказывает «объявить эвакуацию, сделать вид, что приняли условия» и перенести срок подачи сигнала на орбиту с 20:00 на 19:45.
Однако подросток обесточивает радиотелескоп до 19:45, разбив выстрелами из пистолета изоляторы на высоковольтной опоре, вызвав короткое замыкание линии, но сам при этом погибает. После чего инопланетяне, оставшиеся без надежды на связь с орбитальной эскадрой, объявляют по «посредникам» полную эвакуацию с планеты. Потерпев поражение, они не пытаются отомстить выжившим землянам — у пришельцев в принципе нет понятия «месть», поскольку они, в отличие от землян, не обладают эмоциями.

## Съёмочная группа
- Автор сценария: Александр Мирер
- Режиссёр-постановщик: Владимир Потапов
- Оператор-постановщик: Ильшат Шугаев
- Художник-постановщик: Олег Краморенко
- Композитор: Владимир Чекасин
- Звукорежиссёр: Алексей Разорёнов
- Разработка киноплёнки «Ретро»: Леонид Коновалов

## Актёры
- Андрей Тарасенко — Серёжа Беленький, главный герой
- Олеся Судзиловская — Настя, подруга главного героя
- Денис Членов — Женя Суриков, друг главных героев
- Альгис Матулёнис — Киселёв, водитель хлебовоза, он же Угол 1
- Инара Слуцка — доктор, жена инженера Замятина
- Валерий Сторожик — инженер Замятин, он же Угол 11
- Виллор Кузнецов — Георгий Степанович, заведующий тиром, он же Квадрат 100
- Станислав Житарев — капитан милиции Рубченко, он же Треугольник 6
- Максим Дмитроченков — клоун (Пьеро)
- Дмитрий Матвеев — полковник Генштаба Ганин, военный парламентёр, он же Линия 4
- Евгений Редько — Вахитов, городской сумасшедший
- Валерия Устинова — Соловьёва, мать Даши
- Дарья Сидорина — девочка Даша
- Ян Янакиев — начальник почты
- Игорь Пушкарёв — зампредгорисполкома тов. Благоволин, он же Линия 2
- Иван Пилипенко — водитель такси на бензоколонке, он же Треугольник 2
- Олег Филипенко — киномеханик, человек с автоматом
- Олег Фёдоров — дезертир
- Галина Самохина — эпизод
- Юрий Брешин — водитель в светлом свитере, который после подсадки ездил на грузовике МАЗ-64229
- Артём Карапетян — мужчина, которому подсадили Мыслящего во время похорон; врач «Скорой помощи» на шоссе

## Съёмки
Телескоп из фильма — антенна ТНА-1500 (РТ-64) в Центре космической связи ОКБ МЭИ «Медвежьи озёра».
Сцены в помещениях снимались на Пущинской радиоастрономической обсерватории АКЦ ФИАН.
По одной из начальных задумок планировалось телескоп взорвать, был построен макет.
В массовке покидания инопланетянами тел землян в конце фильма участвовали, в том числе, работники ОКБ.

## Критика
По мнению Галины Р. Иванкиной, "авторам хотелось создать артхаус, кино не для всех. Но вышло очень уж мрачно. Словно бы на излёте советского бытия нам показали гибель Империи".